# Krzysztof Dzikowski (lekarz)
Krzysztof Dzikowski (24 kwietnia 1933 w Poznaniu, zm. 3 marca 1992 tamże) – polski lekarz, działacz społeczny w zakresie opieki nad dziećmi i młodzieżą niepełnosprawną, jedna z pierwszych osób odznaczona Orderem Uśmiechu.

## Życiorys
Jego ojciec był profesorem Gimnazjum im. Marii Magdaleny, wykładał język francuski. Gdy wybuchła II wojna światowa, rodzina Dzikowskich została wysiedlona do Generalnego Gubernatorstwa. Po wojnie Dzikowski powrócił do Poznania.
W 1950 ukończył Gimnazjum im. Marii Magdaleny, później studiował na Akademii Medycznej w Poznaniu, uzyskując dyplom Wydziału Lekarskiego (1955).
Od 1955 do 1964 współpracował z Karolem Jonscherem w Klinice Chorób Dzieci Akademii Medycznej.
Od 1955 pracował w Państwowym Pogotowiu Opiekuńczym. Od 1964 pracował jako lekarz w Szkole Podstawowej Specjalnej nr 107. Od 1973 był kierownikiem Poradni Zdrowia Psychicznego dla Dzieci i Młodzieży ZOZ Poznań-Grunwald. Wszystkie funkcje pełnił do śmierci w 1992.
W 1980 uczestniczył w Światowej Olimpiadzie Sportowej dla Dzieci i Młodzieży Niepełnosprawnej (USA).
Działał w Oddziale Poznańskim Polskiego Towarzystwa Higieny Psychicznej (od 1970 przewodniczący), Zarządzie Głównym Polskiego Towarzystwa Higieny Psychicznej w Warszawie, Poznańsko-Lubelskim Oddziale Polskiego Towarzystwa Psychiatrycznego (sekcja Psychiatrii Dziecięcej), Wielkopolskiej Izbie Lekarskiej, Okręgowej Radzie Lekarskiej, Komisji Zdrowia Publicznego, Naczelnej Izbie Lekarskiej (Zespół ds. Farmakoterapii).
Prowadzone przez niego placówki uważane były za wzorcowe. Skupiał w nich zaangażowanych specjalistów – psychologów, pedagogów, lekarzy i tworzył sprawną strukturę organizacyjną. Określany był jako wspaniały i szlachetny człowiek, ofiarny lekarz poświęcający całe życie dzieci i młodzieży (...), niestrudzony i zaangażowany działacz społeczny na polu walki o prawa dziecka.

## Odznaczenia
- 1968 – Order Uśmiechu (nr legitymacji – 3)
- 1987 – Medal im. Karola Marcinkowskiego Akademii Medycznej w Poznaniu (nr legitymacji – 3) za postawę moralną i działalność społeczną
- Medal im. Henryka Jordana
- Złota Odznaka Honorowa Polskiego Towarzystwa Higieny Psychicznej